# Jarno Pihlava
Jarno Pihlava (né le 14 mai 1979 à Raisio en Finlande) est un nageur finlandais spécialiste des épreuves de brasse. Il a notamment remporté deux médailles de bronze aux Championnats du monde de natation en petit bassin en 2002.

## Biographie
Jarno Pihlava se révèle en 2000, lors des Championnats d'Europe en se classant deuxième du 100 mètres brasse, derrière l'Italien Domenico Fioravanti.
En 2002, il se hisse par deux fois sur la troisième marche du podium aux Championnats du monde de natation en petit bassin sur 100 et 200 mètres brasse. En fin d'année, aux Championnats d'Europe de natation en petit bassin, il remporte la médaille de bronze du 100 mètres brasse, ainsi que la médaille d'argent du relais 4 × 50 mètres quatre nages, associé à ses compatriotes Jani Sievinen, Tero Välimaa et Jere Hård.
Jarno Pihlava sera encore médaillé lors des Championnats d'Europe de natation en petit bassin 2004 et 2006, au sein du relais finlandais de 4 × 50 mètres quatre nages.

## Palmarès

### Jeux olympiques
| Épreuve / Édition | Sydney 2000       | Athènes 2004      |
| 100 mètres brasse | 11e 1 min 01 s 92 | 13e 1 min 01 s 86 |

### Championnats du monde
| Épreuve / Édition | Petit bassin         |
| Épreuve / Édition | Moscou 2002          |
| 100 mètres brasse | Bronze 59 s 22       |
| 200 mètres brasse | Bronze 2 min 07 s 61 |

### Championnats d'Europe
| Épreuve / Édition     | Grand bassin         |                      | Petit bassin         | Petit bassin         | Petit bassin |
| Épreuve / Édition     | Helsinki 2000        | Riesa 2002           | Vienne 2004          | Helsinki 2006        |              |
| 100 mètres brasse     | Argent 1 min 02 s 07 | Bronze 59 s 49       |                      |                      |              |
| 4 × 50 m quatre nages |                      | Argent 1 min 35 s 69 | Bronze 1 min 35 s 89 | Argent 1 min 34 s 95 |              |

## Records

### Records personnels
Ces tableaux détaillent les records personnels de Jarno Pihlava en grand et petit bassin au 23/02/2011.
| Épreuve           | Temps         | Compétition                                           | Lieu            | Date                  |
| 50 mètres brasse  | 27 s 99       | Championnats d'Europe 2006                            | Budapest        | 04/08/2006            |
| 100 mètres brasse | 1 min 01 s 17 | Championnats d'Europe 2000 Championnats d'Europe 2002 | Helsinki Berlin | 03/07/2000 29/07/2002 |
| 200 mètres brasse | 2 min 13 s 76 | Championnats d'Europe 2002                            | Berlin          | 31/07/2002            |

| Épreuve           | Temps         | Compétition                                | Lieu    | Date       |
| 50 mètres brasse  | 27 s 10       | Championnats d'Europe en petit bassin 2005 | Trieste | 10/12/2005 |
| 100 mètres brasse | 59 s 09       | Championnats du monde en petit bassin 2002 | Moscou  | 03/04/2002 |
| 200 mètres brasse | 2 min 07 s 61 | Championnats du monde en petit bassin 2002 | Moscou  | 05/04/2002 |